# Helganbo
Helganbo är en by i Östervåla socken, Heby kommun.
Helganbo omtalas i dokument första gången 1454 ("i Helgonaby"). Under 1500-talet redovisas Helganbo som ett mantal skatte om 5 öresland och 8 penningland med skatteutjord i Åby och från 1554 i Skälby ("Skoleboda"). Betydelsen av förleden är oklart enligt en lokal sägen var Petbo stamgård för Helganbo och Mångsbo, och Petbosönerna Helge och Magnus stamfäder till innebyggarna här.
Bland bebyggelser på ägorna märks Petbo, en försvunnen by omtalad 1454. Bebyggelsen försvann troligen redan under senmedeltiden. Omkring 400 meter ostnordost om Helganbo bytomt ligger Petboberget, där en del av berget 1878 kallades Petbotomten. I geometriska jordeboken 1652 anges den mot Åbyån gränsande Petboängen var tegskiftad mellan Borgen, Helganbo och Mångsbo. De norr därom liggande gärdena kallas Petbo gärde och är sedan skiftena under 1700- och 1800-talen skiftade mellan Helganbo och Mångsbo. Skälby är en skatteutjord till Helganbo, dokumenterad första gången 1554 och upptagen i jordeboken till 1825. Det är oklart om någon bebyggelse funnits här, men i tiondelängden 1560 upptas Peder och Olov som åbor i Skälby. Geometriska jordeboken 1652 kallar ett område i Borgen som gränsar till Helganbo "Skallebo Enget". Ett område söder om bytomten vid gränsen mot Borgen kallas 1758 Skålby Utjord och 1792 Skallängen.